# Joaquín Rubio y Muñoz
Joaquín Rubio y Muñoz (27 de julio de 1788 - 30 de noviembre de 1874) fue un abogado, anticuario, numismático y bibliógrafo español. Atesoró una biblioteca de manuscritos y libros raros, aunque fue conocido principalmente por su gran colección de monedas y medallas antiguas, gran parte de ellas se encuentran en el Museo Arqueológico Nacional de España, en Madrid, y en otros museos de España y Dinamarca. Fue nombrado Caballero de la Real y Danesa Orden de Dannebrog por el rey Cristián VIII de Dinamarca.

## Biografía
Nació el 27 de julio de 1788 en la ciudad de Cádiz y fue bautizado cuatro días después en la iglesia de San Antonio. Su nombre bautismal completo fue Joaquín José María Nazario Juan Nepomuceno Rubio y Muñoz. Sin embargo rara vez utilizó los dos apellidos tradicionalmente usados en España, sino que prefirió la forma más simple de su nombre, Joaquín Rubio (en algunas fuentes aparece referido como Joaquín María Rubio).
Sus padres se casaron en la Catedral de Cádiz en 1774, pero ambos procedían originalmente de otras partes de Andalucía. Su padre, Juan Felipe Rubio Egea, nació en la ciudad de Córdoba en 1740 y su madre, Ana Ramona Muñoz de Pedros, nació en la Villa de Villa de Casares, en la provincia de Málaga, en 1750.
De profesión fue abogado, procedía de una familia de abogados (su padre, hermano e hijo fueron todos abogados). Los cargos legales que ostentó fueron los siguientes: Escribano Público de Número de Cádiz, Secretario del Juzgado de Avenencias del Distrito Consular de Cádiz y Escribano de Cámara Honorario de la Audiencia de Sevilla. Ya fuera del ámbito legal de su trabajo, también fue presidente de la Diputación de Arqueología de la Provincia de Cádiz, académico de la Real Academia Española de la Historia, académico de la Academia Española de Arqueología y académico de la Academia de Cádiz de Don Alonso el Sabio.
Se casó en 1823, en la iglesia de San Lorenzo en Cádiz, con María Dolores Bosichy Pitaluga. Ella era nativa de Cádiz, pero tenía parte de ascendencia griega ya que su abuelo, Rodolfo Bosichi, había nacido en Patras, en Grecia (de donde huyó cuando los turcos invadieron en 1715). La pareja tuvo dos hijos, llamados igual que su madre y padre, María Dolores Rubio Bosichy y Joaquín Rubio Bosichy. El último se casó con María Josefa de Artecona y de Lafuente, quién pasaría a ser Marquesa de Casa Rábago al morir su abuela, María Josefa Fernández de Rábago O'Ryan, una filántropa que como Presidenta de la Junta de Damas de Cádiz durante más de treinta años, dedicó mucha energía en establecer educación gratuita para las niñas de la ciudad.

## Pasión por coleccionar
Durante el transcurso de al menos cuarenta años, Rubio y Muñoz construyó una gran colección de monedas, en particular monedas antiguas de Cartago, Grecia y Roma. También amasó una biblioteca privada de raros libros y manuscritos. Como resultado estuvo en contacto con estudiosos y coleccionistas, en 1852 fue descrito, por el “Conservador” de la colección Real de Monedas y Medallas (más tarde Director del Museo Arqueológico Nacional), Basilio Sebastián Castellanos de Losada, como un "ilustrado anticuario y célebre coleccionista numismático". En 1848 el escritor Adolfo de Castro refirió varios manuscritos muy raros, incluyendo un tratado de caballería de principios del siglo XV, escrito en la lengua Provenzal, que estaba en la librería privada (descrita como “preciosísima”) de don Joaquín Rubio, “gran anticuario y poseedor de muchos libros y manuscritos rarísimos”.
Quince cartas escritas a Joaquín por el escritor liberal, intelectual y crítico Bartolomé José Gallardo, tratando sobre varios asuntos literarios, están ahora en la biblioteca de la Real Academia Española de la Historia y fueron publicados en un libro sobre Gallardo por Pedro Sáinz Rodríguez en 1986. Entre otras cosas se referían a la publicación en 1845, por el ayuntamiento de Cádiz, de una Historia de la Ciudad de Cádiz, de finales del siglo XVI, por Agustín Horozco, con un apéndice sobre las monedas de Cádiz escrito por Joaquín Rubio. Las cartas dejan claro que ambos hombres eran buenos amigos y que Gallardo también conoció a su hijo, Joaquín Rubio Bosichy, que fue estudiante de derecho en la Universidad Central de Madrid, ahora Universidad Complutense, a mediados de los años 1840.

## Condecorado por un compañero coleccionista
El 16 de noviembre de 1847, a la edad de 59 años, fue nombrado Caballero de la Real y Danesa Orden de Dannebrog. La razón de esta condecoración parece ser su cooperación con el rey Cristián VIII de Dinamarca, a través de intermediarios consulares, en acordar la venta (o intercambio en algunos casos) de duplicados de monedas raras de su colección, que el rey danés estaba ansioso por conseguir para su importante colección de monedas y que fueron transferidas a Copenhague en noviembre de 1847. 
Sin embargo, aunque la “Real Colección de Monedas” en el Museo Nacional de Dinamarca, todavía es la localización de algunas de las monedas de la colección de Rubio y Muñoz, el grueso de su colección se encuentra en el Museo Arqueológico Nacional de España, en Madrid. Más de 8000 monedas procedentes de la “colección Rubio” fueron traspasadas allí en vida, por el propio Joaquín. En los años 1850 había interés en adquirir la colección por parte del gobierno español y se discutía si deberían de ir al Museo Nacional o al Museo de la Real Academia de la Historia, o ser dividida en los dos. Joaquín donó una cantidad de monedas raras a la colección de la academia, pero la mayoría de su colección de monedas (8.298 monedas, incluyendo 190 monedas de oro - 117 de las cuales eran monedas de oro antiguas) fue vendida por él, a la colección nacional, en mayo de 1858. 
Joaquín pensó sin duda en el futuro de su colección de monedas. Nada indicaba que alguno de sus hijos, ambos casados por aquella época, compartiera su pasión por las monedas. En 1858 cumplió los 70 años, y escribió su testamento, en el que explicaba que había legado iguales y sustanciales sumas de dinero a sus dos hijos en el momento de sus casamientos. Una de sus nietas nació el mismo año de 1858 (él ya tenía un nieto) y debió darse cuenta de que sería realmente importante encontrar, en vida, una ubicación permanente y segura para su colección (no sabía que viviría otros dieciséis años más). 
Sin embargo, el instinto de coleccionista de Joaquín no cesó con la transferencia de más de 8.000 monedas a Madrid. La Guía de Cádiz de 1871 dice que la colección privada de monedas de Joaquín, a pesar de haber enriquecido con algunas piezas excelentes al Museo Nacional y al Museo de la Academia de la Historia, sigue conteniendo un gran surtido que “¡todavía sigue creciendo!”. Por aquel entonces tenía 83 años, vivió hasta el 30 de noviembre de 1874, muriendo a los 86 años, en la ciudad en la que pasó toda su vida.